# Marko Perišić
Marko Perišić (sinh 25 tháng 1 năm 1991), là một cầu thủ bóng đá Bosnia và Herzegovina thi đấu cho HŠK Zrinjski Mostar ở vị trí tiền vệ.

## Sự nghiệp câu lạc bộ

### FC ViOn Zlaté Moravce
Anh ra mắt chuyên nghiệp cho FC ViOn Zlaté Moravce trước MFK Zemplín Michalovce ngày 8 tháng 8 năm 2015.